# Jóhan Hendrik Ellefsen
Jóhan Hendrik Ellefsen (* 5. August 1987) ist ein färöischer Fußballspieler und -schiedsrichter. Seit 2023 ist er neben seinem Landsmann Heini Viðoy als FIFA-Schiedsrichter im Einsatz.

## Karriere

### Als Spieler
Ellefsen spielte zunächst für FS Vágar. Für die zweite Mannschaft trat er 2003 zum ersten Mal am zehnten Spieltag der drittklassigen 2. Deild bei der 0:10-Heimniederlage gegen Royn Hvalba an, als er in der 38. Minute beim Stand von 0:2 für Regin Fjallsbak eingewechselt wurde. Dies blieb sein einziger Einsatz in diesem Jahr. Zum Saisonende belegte FS Vágar II den vorletzten Platz und stieg nach verlorenen Relegationsspielen ab. Am ersten Spieltag der neuen Saison lief Ellefsen für die erste Mannschaft in der zweiten Liga auf den Platz, als er in der 86. Minute für Alexandre da Silva Braga beim Endstand von 4:1 gegen Royn Hvalba eingewechselt wurde. Insgesamt zehn Einsätze standen zum Saisonende für ihn zu Buche, FS Vágar belegte den sechsten Platz.
2005 schloss sich Ellefsen MB Miðvágur an, die damals noch viertklassig waren. So ist lediglich ein Einsatz im Pokalspiel gegen B71 Sandur verzeichnet, welches zu Hause mit 0:2 verloren wurde. In der nächsten Saison kam er bei nahezu allen Spielen zum Einsatz und schoss beim 1:1 im Heimspiel gegen EB/Streymur II das Führungstor. Nach einem vierten Platz zählte er in den Folgejahren weiterhin zu den Stammspielern, 2008 gelang als Zweitplatzierter der Aufstieg in die 1. Deild. Dort wurde MB Letzter und stieg sofort wieder ab. In der 2. Deild verlief es nicht besser. Für Ellefsen standen fünf Einsätze zu Buche, MB Miðvágur belegte erneut den letzten Platz und spielte fortan wieder viertklassig. Er beendete daraufhin seine Spielerkarriere. Zehn Jahre später erfolgte im Pokal das letzte Spiel von ihm für MB.

### Als Schiedsrichter
Ellefsen leitete bereits 2005 sein erstes Spiel in der ersten Liga der Damen zwischen FS Vágar 2004 und EB/Streymur. 2007 folgte mit der Partie zwischen FS Vágar 2004 und KÍ Klaksvík der erste Einsatz im Pokal der Frauen. Ein Jahr später wurde Ellefsen für die Partie zwischen 07 Vestur II und Fram Tórshavn in der drittklassigen 2. Deild der Männer berufen. Erst 2013 kehrte er zurück auf Schiedsrichterebene und pfiff mit der Begegnung zwischen TB Tvøroyri II und Víkingur Gøta II zum ersten Mal in der 1. Deild.
2017 leitete Ellefsen zwischen AB Argir und TB/FC Suðuroy/Royn sein erstes Pokalspiel der Männer sowie im Rahmen der Nordischen Meisterschaft zwei Spiele, die Begegnung zwischen der schwedischen U-17- und finnischen U-17-Nationalmannschaft war der erste internationale Einsatz bei den Männern. Zudem stand er beim Pokalfinale der Frauen zwischen HB Tórshavn und EB/Streymur/Skála als Schiedsrichter auf dem Platz. In der Betrideildin stand mit dem Spiel zwischen ÍF Fuglafjørður und NSÍ Runavík ebenfalls sein erster Einsatz zu Buche. Im Jahr darauf zählte er bereits zum Stammpersonal und absolvierte 2023 und 2024 die meisten Einsätze aller Schiedsrichter. In der norwegischen OBOS-ligaen führte er das Spiel zwischen Åsane Fotball und Tromsdalen UIL. 2019 leitete Ellefsen das Spiel im Supercup zwischen HB Tórshavn und B36 Tórshavn. Es folgte ein Einsatz in der dänischen NordicBet Liga in der Partie zwischen Næstved BK und FC Roskilde. Ein Jahr später war er Schiedsrichter im Pokalfinale zwischen Víkingur Gøta und HB Tórshavn.
2023 trat Ellefsen die Nachfolge von Alex Troleis als FIFA-Schiedsrichter an. Er leitete in der 1. Qualifikationsrunde der UEFA Conference League die Begegnung zwischen KF Dukagjini und Europa FC sowie in der UEFA Youth League zwischen Sparta Prag und MŠK Žilina.
Insgesamt leitete Ellefsen bis Ende 2024 110 Erstligaspiele (107 bei den Männern, drei bei den Frauen), 58 Zweitligapartien, 14 Spiele im färöischen Pokal (zwölf bei den Männern, zwei bei den Frauen), drei Europapokalspiele sowie sechs U-17-Länderspiele. Sein Heimatverein als Schiedsrichter ist MB Miðvágur.